# Торе Орзаја (Салерно)
Торе Орзаја (итал. Torre Orsaia) је насеље у Италији у округу Салерно, региону Кампанија.
Према процени из 2011. у насељу је живело 1405 становника. Насеље се налази на надморској висини од 287 м.

## Становништво
| 1931. | 1936. | 1951. | 1961. | 1971. | 1981. | 1991. | 2001. | 2011. |
| ----- | ----- | ----- | ----- | ----- | ----- | ----- | ----- | ----- |
| 2.559 | 2.655 | 2.804 | 2.778 | 2.628 | 2.655 | 2.718 | 2.392 | 2.185 |